# Interferencia eje-agujero

## Definición
Un ajuste de interferencia eje-agujero, el cual es también conocido como un ajuste a presión, es una unión que se realiza cuando el diámetro del eje es más grande que el diámetro del agujero donde se va a introducir el eje y se logra mediante la fricción que se produce por el contacto entre las dos piezas, para impedir el movimiento entre ambas piezas.
Podemos diferenciar pues, dos elementos: el eje es la pieza interior y el agujero es la pieza exterior y dependiendo de la diferencia entre las medidas de los dos diámetros, el apriete será más fuerte o más débil.

## Generalidades
El ajuste por interferencia se consigue generalmente por el acoplamiento de dos piezas de diferente tamaño (tamaño del eje mayor que el del agujero). La palabra interferencia se refiere al hecho de que una parte interfiere ligeramente con el espacio que el otro está tomando.
Por ejemplo: En el caso de un eje de mayor diámetro que el de un cojinete, cuando se inserta el eje en el rodamiento, las dos partes interfieren entre sí mediante la ocupación de un espacio, el resultado es que tanto el eje como el rodamiento se deforman elásticamente un poco (el eje se comprime y el rodamiento se expande), pudiendo crear una gran fricción para poder transmitir grandes pares de fuerzas.

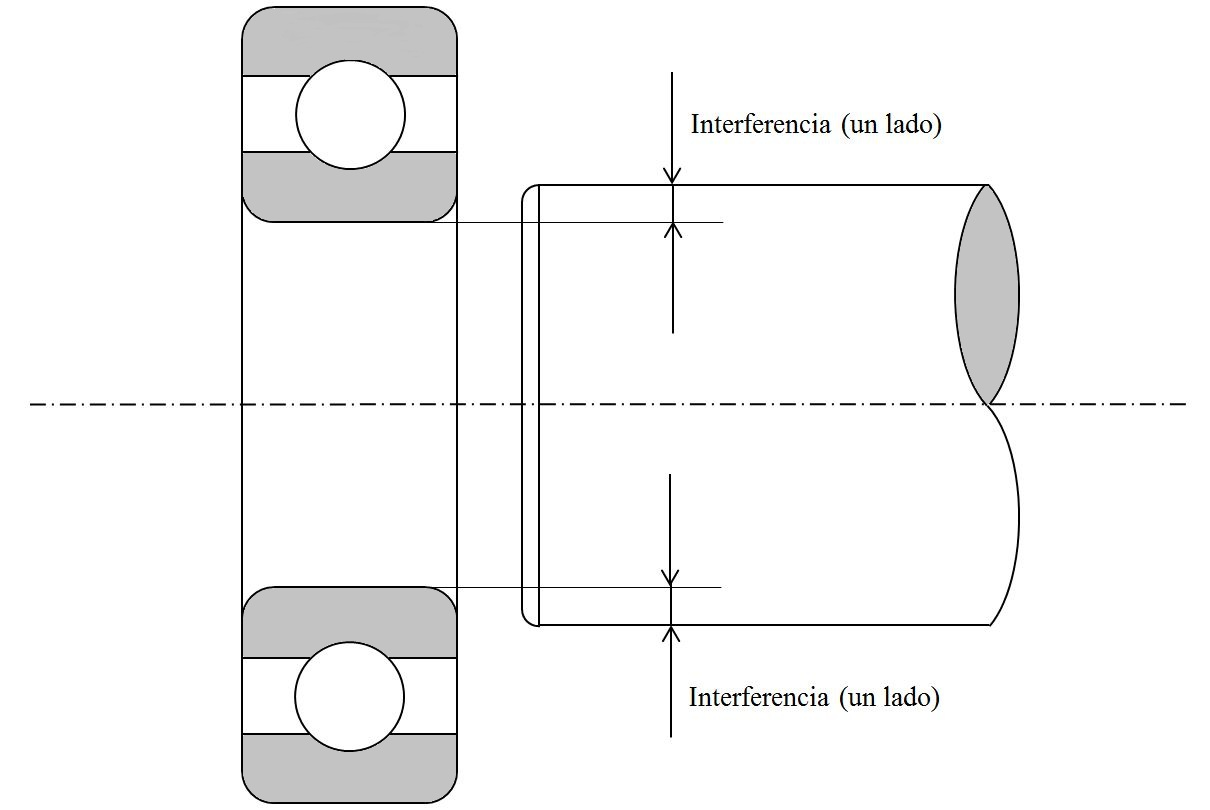
Ejemplo de interferencia entre eje y agujero

## Materiales
En la unión por interferencia de eje-agujero, se utilizan principalmente piezas metálicas, sobre todo en el caso de que se requiera un gran apriete entre el eje y el agujero, ya que para las para materiales metálicas, la fricción que mantiene las piezas juntas por la compresión de una parte contra la otra, puede ser considerablemente mayor que con otros materiales.

## Características
A continuación se exponen diferentes características de la unión por interferencia entre eje y agujero.

### Aptitud para el ensamblaje
El ensamblaje del eje con el agujero mediante un ajuste por interferencia es un proceso simple ya sea mediante la aplicación de una fuerza para la unión de ambas partes o mediante la utilización de diferentes aparatos que permitan dilatar el agujero mediante calor y poder unirlo posteriormente, manual o automáticamente, al eje.

### Desmontabilidad
Las uniones a presión no son desmontables por lo general. En cambio las uniones por dilatación térmica se pueden desmontar con la aplicación de calor.

### Tensión de ajuste
La tensión del ajuste vendrá relacionada por la cantidad de interferencia que hay, es decir, la diferencia de diámetros entre el eje y el agujero.
Existen fórmulas para calcular las varias fuerzas de ajuste. El valor dependerá del tipo de material que se esté utilizando, el tamaño de las partes a unir y del grado de ajuste que se desee en la interferencia entre el eje y el agujero. 
A continuación aparecen las diferentes fórmulas para el cálculo de esfuerzos sobre el eje y agujero.

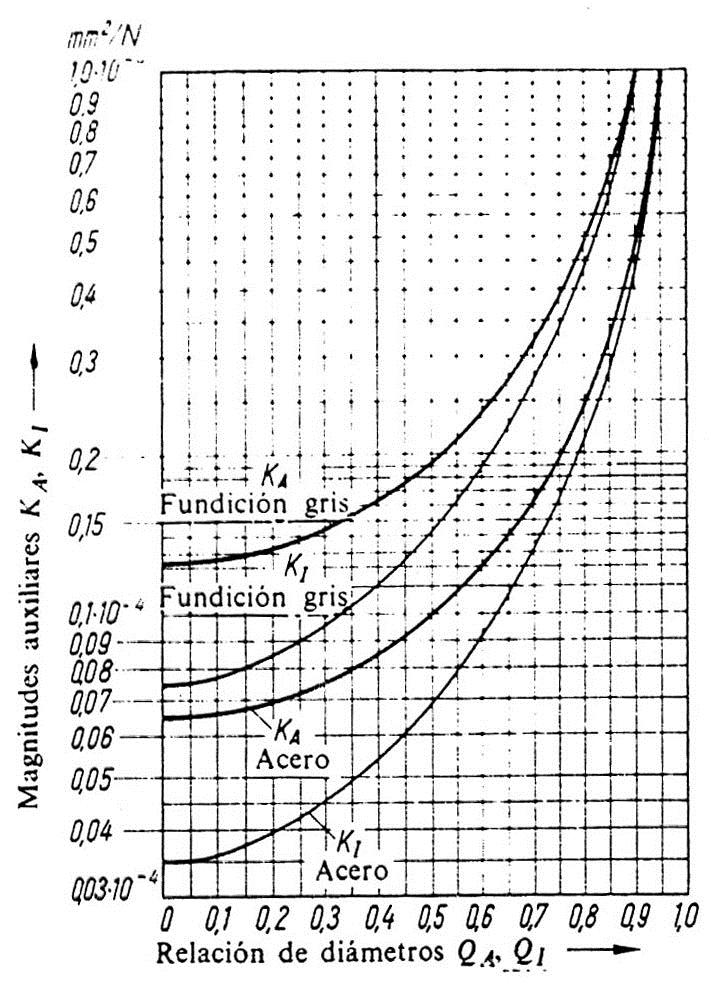
Tabla valor K

Agujero:
{\displaystyle {\begin{array}{l}\sigma _{t}={\frac {P_{f}(r_{o}^{2}+r_{f}^{2})}{r_{o}^{2}-r_{f}^{2}}}\\\sigma _{r}=-P_{f}\end{array}}}
Eje:
{\displaystyle {\begin{array}{l}\sigma _{t}=-{\frac {P_{f}(r_{f}^{2}+r_{i}^{2})}{r_{f}^{2}-r_{i}^{2}}}\\\sigma _{r}=-P_{f}\end{array}}}
{\displaystyle {\begin{aligned}&\delta _{r}=r_{f}\cdot P_{f}\left[{\frac {({r_{o}}^{2}+{r_{f}}^{2})}{E_{h}\cdot ({r_{o}}^{2}-{r_{f}}^{2})}}-{\frac {v_{h}}{E_{h}}}+{\frac {({r_{f}}^{2}+{r_{i}}^{2})}{E_{h}\cdot ({r_{f}}^{2}-{r_{i}}^{2})}}-{\frac {v_{s}}{Es}}\right]\\&/E=E_{s}=E_{h};v=v_{s}=v_{h}\\&\delta _{r}=\left[{\frac {2{r_{f}}^{3}\cdot P_{f}({r_{o}}^{2}+{r_{i}}^{2})}{E_{h}\cdot ({r_{o}}^{2}-{r_{f}}^{2})({r_{f}}^{2}-{r_{i}}^{2})}}\right]\end{aligned}}}
{\displaystyle \delta _{r}={\frac {2\cdot P_{f}\cdot r_{f}\cdot r_{o}^{2}}{E\cdot (r_{o}^{2}-r_{f}^{2})}}}

### Reducción de tensiones
Un ajuste forzado por interferencia genera concentraciones de esfuerzos en el eje
y el agujero, debido a la transición de material no comprimido a material sí comprimido. La concentración de esfuerzos ocurre en las esquinas.
A través de la inclusión de ranuras circunferenciales de alivio en las caras del agujero, cerca del diámetro del eje, se puede reducir la concentración de esfuerzos. Estas ranuras hacen que el material sea más elástico en el borde del agujero, permitiéndole que se aleje del eje y reduciendo el esfuerzo local.

### Coste
Las uniones a presión son económicas y fáciles de realizar ya que solo es necesaria la aplicación de una fuerza más o menos grande para la unión del eje y el agujero. En cambio el coste de las uniones por dilatación térmica son algo más caras, ya que se deben utilizar aparatos para calentar el agujero o enfriar el eje.

### Montaje
Existen dos métodos básicos para el montaje de un eje con un agujero. Se utiliza en montaje mediante fuerza, mediante expansión o contracción térmica, calentando la pieza, o mediante la unión de los dos métodos. 
Montaje mediante fuerza
Este tipo de montajes se realizan para ajustes con poca diferencia entre los diámetros del eje y del agujero.
Para realizar el montaje del eje y el agujero mediante la fuerza, habrá que tener en cuenta por lo menos tres términos diferentes que se utilizados para describir un ajuste de interferencia creada a través de la fuerza, los cuales son: la presión, el ajuste de la fricción, y la dilatación hidráulica. 
La presión que se ejercerá se logra con las prensas que presionan las partes a unir, junto con cantidades muy grandes de la fuerza. Las prensas utilizadas para realizar este montaje son generalmente hidráulicas, aunque también existen prensas manuales que ejercen una menor presión. 
A menudo los bordes de los ejes y los agujeros son biselados (bisel). El chaflán forma una guía para el movimiento de presión, ayudando a distribuir la fuerza de manera uniforme alrededor de la circunferencia del agujero, permitir que la compresión aparezca gradualmente, ayudando así a la operación de prensado para que sea más suave, más fácil de controlar, y requiera menos energía, y por último, para ayudar a alinear los ejes paralelos con el agujero que está siendo presionado.

Montaje mediante expansión térmica o contracción (apriete fuerte)
La mayoría de los materiales se expanden cuando se calientan y se contraen cuando se enfrían. Lo que se realiza en este caso es calentar el agujero de una forma homogénea para que este se expanda o se dilate y posteriormente se realiza el montaje sobre el eje de una forma rápida, antes de que el agujero se enfríe y se contraiga. Luego, una vez montado, se deja enfriar y las piezas se contraerán de nuevo a su tamaño anterior, a excepción de la compresión que resulta de cada una de las piezas al interferir con la otra.
Por el contrario, dicho montaje también se puede realizar mediante el enfriamiento del eje antes del montaje de tal manera que se contraiga para luego introducir el agujero más fácilmente. El enfriamiento es a menudo preferible, ya que mediante el calentamiento del agujero, se podrían cambiar las propiedades del material.

### Aplicaciones habituales
Por su eficacia y por su fácil implementación en los procesos de fabricación, los ajustes por interferencia o uniones a presión son ampliamente usados en la industria para unir dos piezas con el objeto de transmitir un par. 
Ejemplos de utilización podrían ser:
- Ejes de tren
- Ruedas y los neumáticos.
- Montar un engranaje endurecido sobre un eje.
- El bulón en la biela y el conjunto biela-pistón de un motor de automóvil.
- Montaje de casquillos, cojinetes o rodamientos.